# Реджо-Калабрія

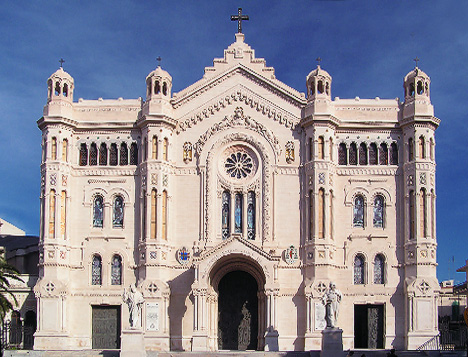
Собор міста

Реджо-Калабрія (італ. Reggio Calabria, сиц. Riggiu Calabbria) — місто та муніципалітет в Італії, у регіоні Калабрія, столиця метрополійне місто Реджо-Калабрія. Давньогрецька назва — Регій.
Реджо-Калабрія розміщене на відстані близько 500 км на південний схід від Рима, 120 км на південний захід від Катандзаро.
Населення — 183 974 особи (2014).

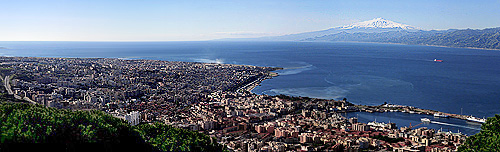

Щорічний фестиваль відбувається 23 квітня. Покровитель — Святий Юрій (San Giorgio).

## Історія
387 року до Р. Х. Діонісій I здобув місто Регій.

## Демографія
Населення за роками:

Станом на 1 січня 2023 року в муніципалітеті офіційно проживали 11 623 іноземці з 107 країн, серед них 2935 громадян країн Євросоюзу та 746 громадян України.

## Культура
У жовтні 2012 уряд Італії звільнив усе керівництво міста Реджо-ді-Калабрія через зв'язки чиновників з мафією. Влада побоювалася, що місто може повністю потрапити під контроль організованої злочинності. Реджо-ді-Калабрію вважають столицею Ндрагети — одної з найпотужніших італійських мафіозних груп.

## Уродженці
- Леопольдо Трієсте (1917—2003) — італійський театральний і кінодраматург, режисер та комедійний актор
- Джанна Марія Канале (1927—2009) — відома італійська акторка
- Луїджі Саккетті (*1958) — відомий у минулому італійський футболіст, півзахисник, згодом — тренер.

## Сусідні муніципалітети
- Багаладі
- Каланна
- Кампо-Калабро
- Кардето
- Фьюмара
- Лаганаді
- Монтебелло-Йоніко
- Мотта-Сан-Джованні
- Роккафорте-дель-Греко
- Сант'Алессіо-ін-Аспромонте
- Санто-Стефано-ін-Аспромонте
- Вілла-Сан-Джованні

## Галерея зображень

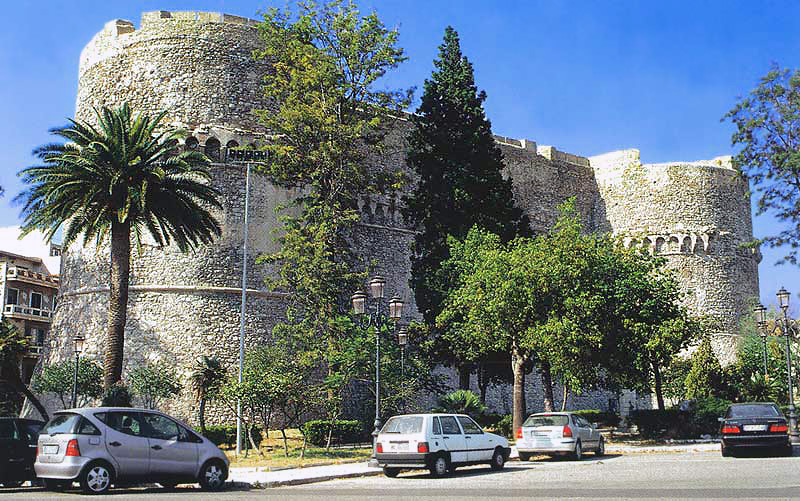
Арагонська фортеця.
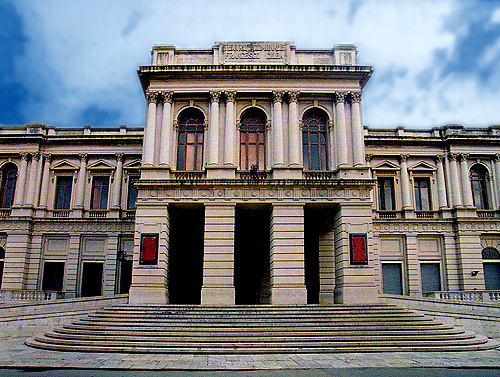
Театр Франческо Чілеа, фасад
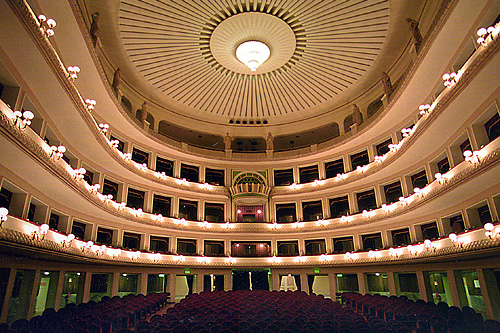
Зала театру Франческо Чілеа.
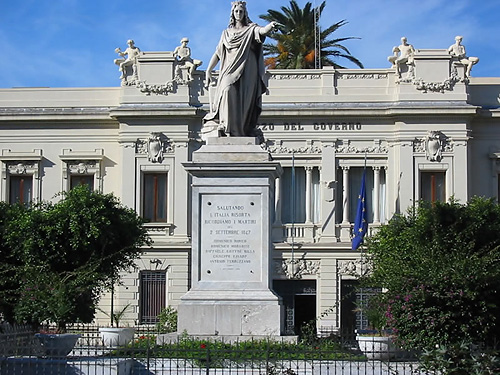
Площа Італії.
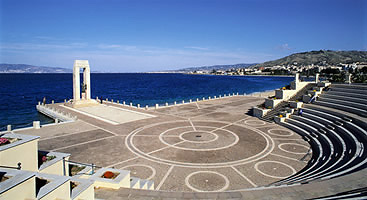
Arena dello Stretto
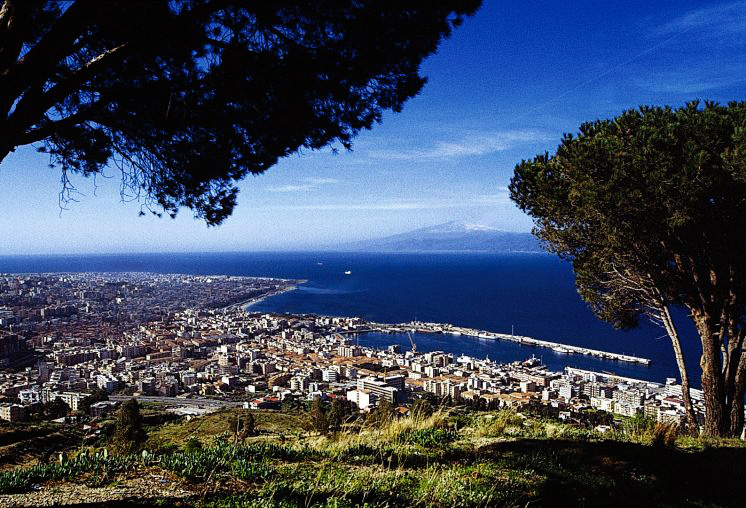
Панорама порту
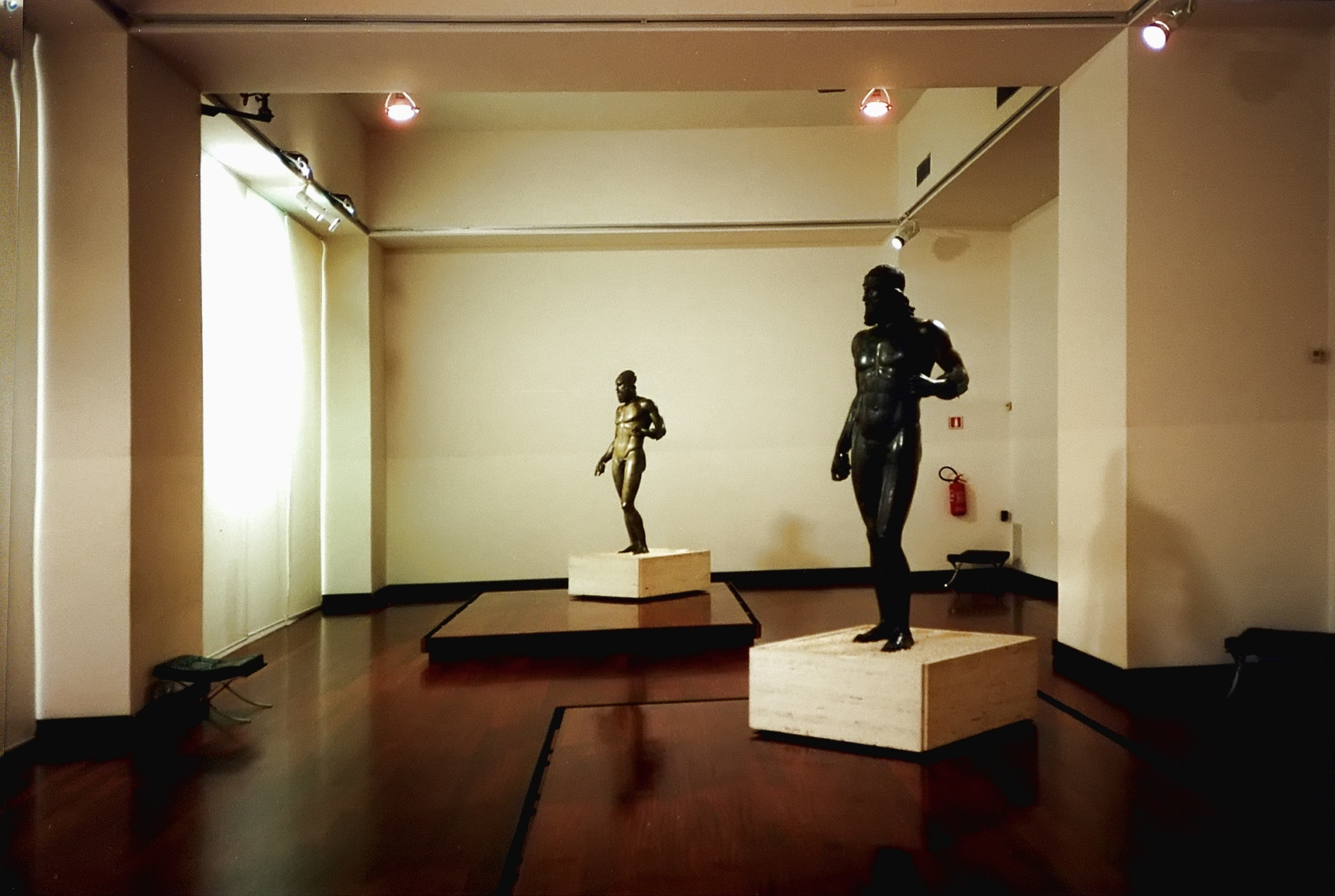
Бронзові статуї
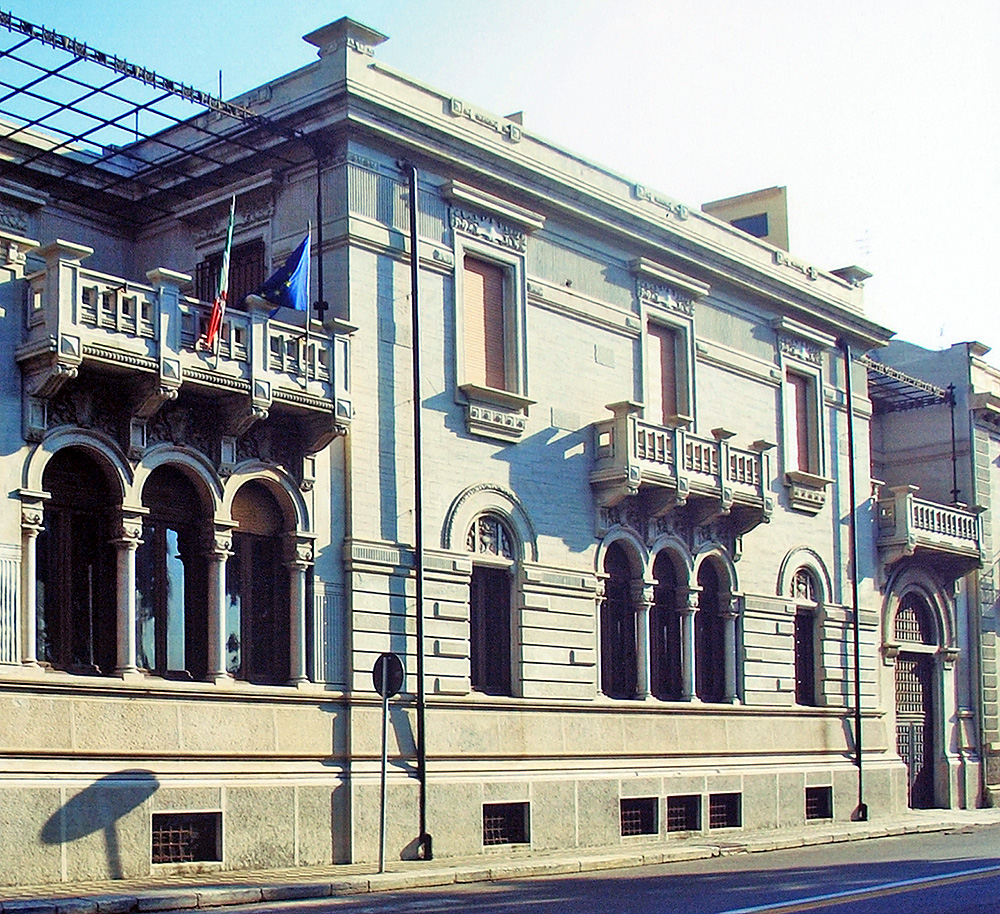
Палац Спінеллі
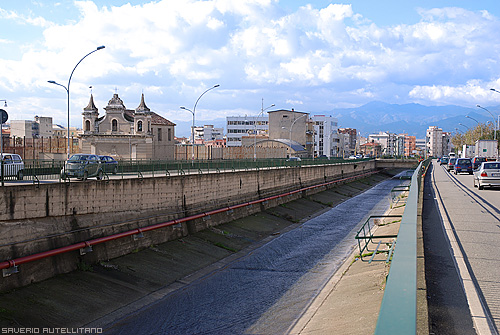
Fiume Calopinace e Chiesa di San Pietro
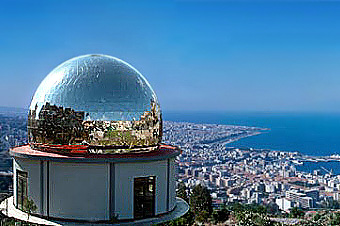
Planetario provinciale Pythagoras
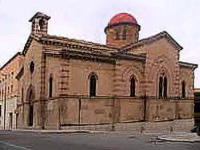
Chiesa degli Ottimati
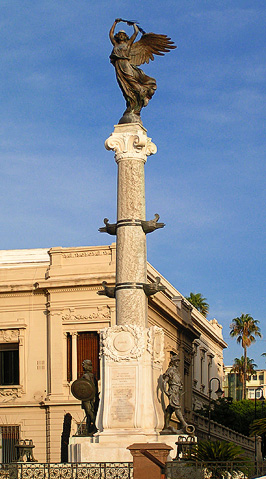
Monumento ai caduti di tutte le guerre
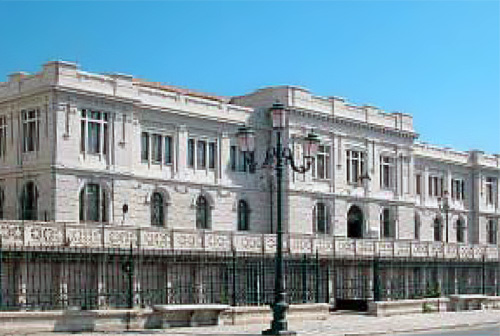
Palazzo Zani, sede della facoltà di Giurisprudenza
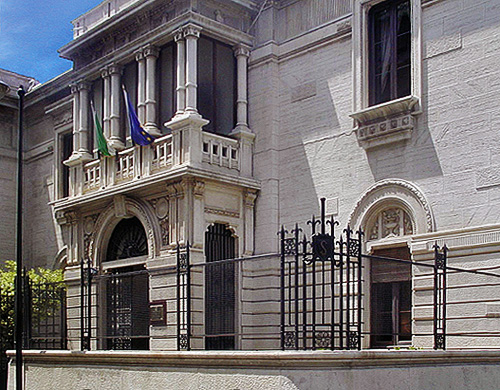
Palazzo Spinelli